# 2764 Moeller
2764 Moeller eller 1981 CN är en asteroid i huvudbältet som upptäcktes den 8 februari 1981 av den amerikanske astronomen Norman G. Thomas vid Anderson Mesa Station. Den har fått sitt namn efter upptäckarens mor Sonia Louise Moeller-Thomas.